# Pseudomyrmex hesperius
Pseudomyrmex hesperius is een mierensoort uit de onderfamilie van de Pseudomyrmecinae. De wetenschappelijke naam van de soort is voor het eerst geldig gepubliceerd in 1993 door Ward.